# Tripylaster philippii
Tripylaster philippii is een zee-egel uit de familie Schizasteridae.
De wetenschappelijke naam van de soort werd in 1851 gepubliceerd door John Edward Gray.